# WHO健康開発総合研究センター

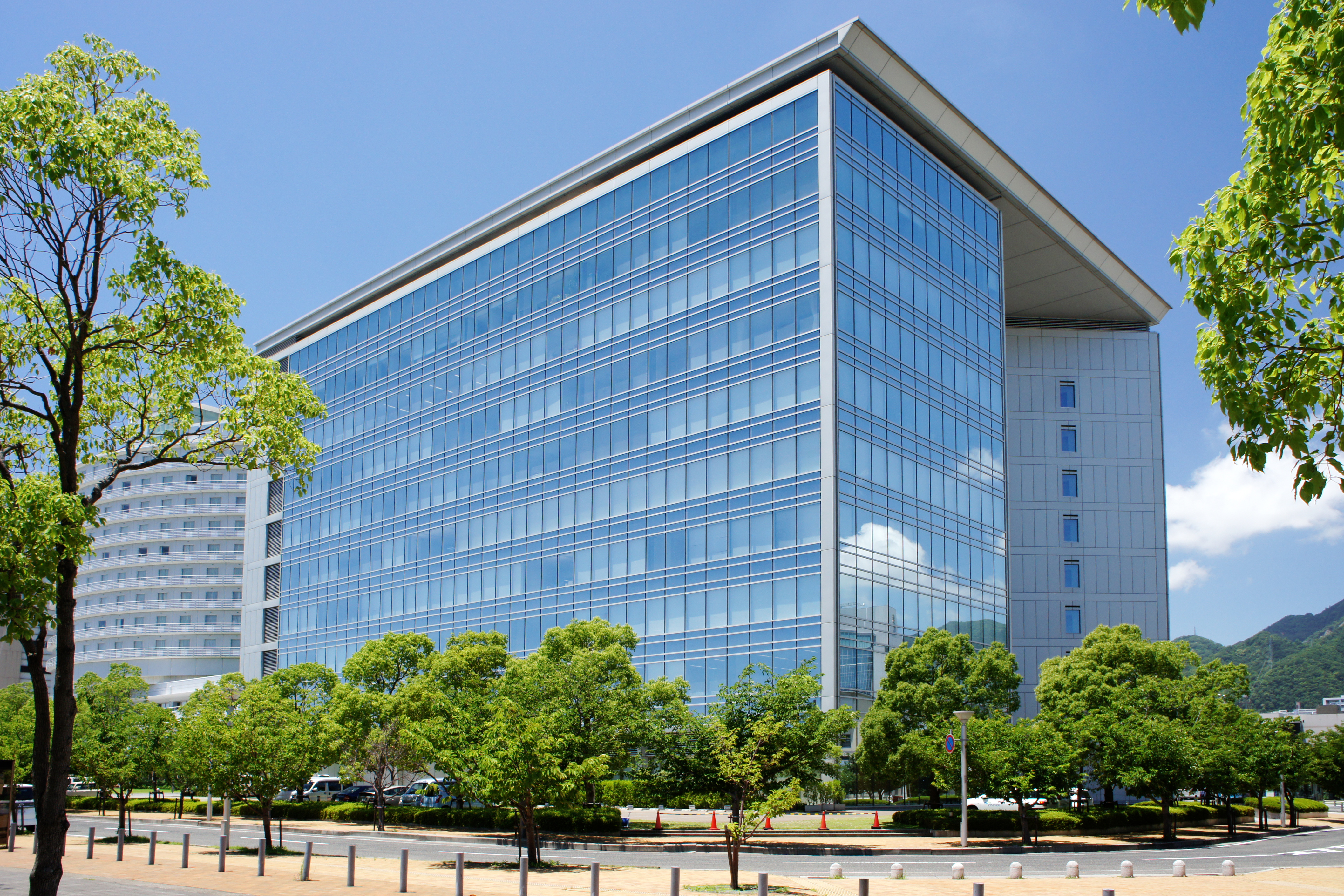
WHO神戸センター

WHO健康開発総合研究センター（ダブリューエイチオーけんこうかいはつそうごうけんきゅうセンター）は、兵庫県神戸市中央区のHAT神戸にある、世界保健機関（WHO）本部直轄の研究機関。略称はWHO神戸センター、またはWKC。1996年3月に開所した。
国際社会レベルでの健康増進を目指し、社会・経済・環境等変化が及ぼす健康への影響、それらの保健政策への反映、および保健問題についての研究を行い、世界規模での使命を遂行する機関である。

## 国際健康開発センタービル
株式会社国際健康開発センタービルは、国際健康開発センタービルを運営する企業。
WKCが入る国際健康開発センタービル（IHDビル）は、ヘルスケア関連研究機関・組織等集積によるWKCの活動支援と国際交流を目的に1998年に建設された施設。設計は丹下健三で、直線を基本とするシックな外観デザインは周囲との調和を優先した結果とされる。

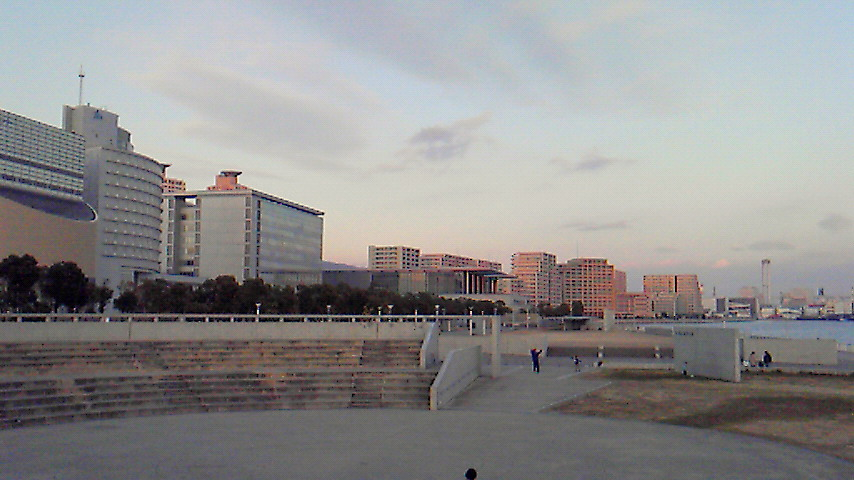
国際健康開発センタービル周辺

車道をはさんだ東隣には安藤忠雄設計の兵庫県立美術館、西隣は国際協力機構兵庫国際センター（JICA関西）。
- 設計 - 丹下健三
- 竣工 - 1998年4月
- 所在地 - 〒651-0073 兵庫県神戸市中央区脇浜海岸通1-5-1

## 交通アクセス
- 阪神本線 岩屋駅 徒歩6分
- JR 灘駅 徒歩10分

## 周辺情報
- 人と防災未来センター
  - ひと未来館
  - 防災未来館
- 兵庫県立美術館
- 兵庫県立美術館 原田の森ギャラリー
- 横尾忠則現代美術館
- 神戸市立王子動物園